# Río Bueno, Chile
Río Bueno este un oraș și comună din provincia Ranco, regiunea Los Ríos, Chile, cu o populație de 31.366 locuitori (2012) și o suprafață de 2211,7 km2.